# Paul Newman
Paul Leonard Newman (ur. 26 stycznia 1925 w Shaker Heights, zm. 26 września 2008 w Westport) – amerykański aktor filmowy i teatralny, reżyser, producent, a także kierowca wyścigowy, przedsiębiorca, filantrop i działacz społeczny.
Laureat Oscara dla najlepszego aktora pierwszoplanowego za rolę w filmie Kolor pieniędzy (1987) i jeszcze ośmiokrotnie nominowany do tej nagrody za pierwszoplanowe role w filmach: Kotka na gorącym blaszanym dachu (1958), Bilardzista (1961), Hud, syn farmera (1963), Nieugięty Luke (1967), Bez złych intencji (1981), Werdykt (1982), Naiwniak (1994) i raz za drugoplanową rolę w filmie Droga do zatracenia (2002). W 1986 otrzymał honorowego Oscara za całokształt twórczości.
Czterokrotny mistrz USA w wyścigach samochodowych, w 1979 na drugim miejscu w wyścigu Le Mans.

## Życiorys

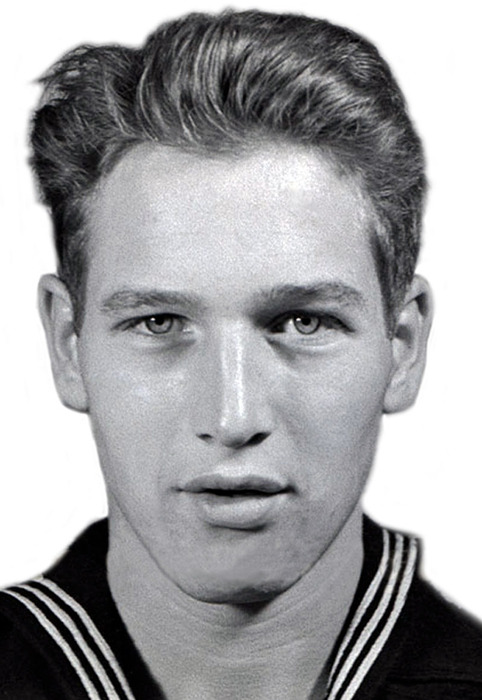
Paul Newman (1944)

### Wczesne lata
Urodził się w Shaker Heights w Ohio (Środkowy Zachód), na przedmieściach Cleveland. Był najmłodszym dzieckiem Theresy (z domu Terézia Fecková; zm. 1982) i Arthura Sigmunda Newmana (zm. 1950), właściciela sklepu ze sprzętem sportowym. Jego matka pochodziła ze słowackiej miejscowości Ptičie, a ojciec był potomkiem żydowskich emigrantów z Węgier i Polski.
Od dzieciństwa pragnął być aktorem. Uczęszczał do Shaker Heights High School, gdzie brał udział w przedstawieniach teatralnych, wyróżniał się także w drużynach piłki nożnej i koszykówki oraz wśród pływaków. Otrzymał stypendium sportowe i studiował ekonomię w Kenyon College w Gambier w Ohio.
W latach 1943–1945 (podczas II wojny światowej) służył jako strzelec-radiotelegrafista w US Naval Air Corps. Miał zostać pilotem, ale nie ukończył szkolenia ze względu na daltonizm.

### Kariera zawodowa
W latach 1951–1952 studiował na Wydziale Teatralnym Yale Drama School w New Haven, jednocześnie pracował w nowojorskiej telewizji i uczył się w Actors Studio Lee Strasberga. Przyciągnął uwagę krytyków debiutem na Broadwayu w przedstawieniu Piknik (1953). Podczas pracy nad spektaklem poznał aktorkę Joanne Woodward, z którą wkrótce się związał.
Po raz pierwszy pojawił się na dużym ekranie w filmie Srebrny kielich (1954), jednak był tak zażenowany swoim ekranowym debiutem, że na łamach „Variety” zamieścił ogłoszenie, w którym przepraszał za swój występ. Pozytywne recenzje otrzymał dopiero za rolę boksera Rocky’ego Graziano w obrazie Między linami ringu (1956). Na początku kariery był często mylony z Marlonem Brando. Newman twierdził, że w co najmniej 500 notesach z autografami wpisał: „Z najlepszymi życzeniami od Marlona Brando”. Był również określany „nowym Jamesem Deanem”. Dwukrotnie zagrał role, w których początkowo miał wystąpić Dean (do czego nie doszło z powodu przedwczesnej śmierci aktora); były to główne role w filmach: Między linami ringu (1956) i Gwiazda szczęścia Billy Kida (1958). W kolejnych latach zagrał pamiętne role w filmach: Bilardzista (1961), Hud (1963), Nieugięty Luke (1967) oraz Butch Cassidy i Sundance Kid (1969). Jednocześnie zajął się reżyserią, a w kilku filmach (Rachelo, Rachelo [1968] i Bezbronne nagietki [1972]) obsadził w głównej roli swoją żonę, Joanne Woodward.
W latach 70. wzbudził kontrowersje, wyrażając chęć zagrania głównej roli w adaptacji bestsellerowej powieści The Front Runner o homoseksualnej miłości między trenerem drużyny a zawodnikiem. Film jednak nigdy nie powstał.
Po wybuchu afery Watergate wyszło na jaw, że Newman figurował na liście wrogów Richarda Nixona (Richard Nixon's Enemies List).
Jego wielką pasją były wyścigi samochodowe, który zainteresował się po występie w filmie Zwycięstwo (1969). Swój pierwszy profesjonalny wyścig zaliczył w 1972 i do końca życia nie wydał oficjalnego komunikatu o zakończeniu kariery sportowej. W 1979 ukończył 24-godzinny wyścig LeMans na drugim miejscu. W 1995 był trzeci w klasyfikacji generalnej, ale pierwszy w swojej klasie w 24-godzinnym wyścigu w Daytonie. Był też współwłaścicielem zespołu wyścigowego Newman/Haas Racing.
W 1982 wraz z przyjacielem, Aronem Edwardem Hotchnerem, stworzył firmę-markę – Newman's Own, produkującą żywność. Całość uzyskanych dochodów zasila fundację charytatywną Scott Newman Foundation, którą aktor i reżyser założył z żoną w celu szerzenia informacji o niebezpieczeństwach związanych z narkomanią. Od początku istnienia przedsiębiorstwa i fundacji wartość pomocy przeznaczonej na cele charytatywne przekroczyła 300 mln dol.. Z żoną wsparł również kampanię społeczną Save the Children i stworzył akcję The Hole in the Wall Camp na rzecz dzieci zmagających się ze śmiertelnymi chorobami.
W czerwcu 2008 media doniosły, że Newman, były nałogowy palacz, ma raka płuc. Choroba nowotworowa doprowadziła do śmierci aktora 26 września 2008 – w wieku 83 lat – w jego domu w Westport w stanie Connecticut.

## Życie prywatne
W 1949 ożenił się z Jackie Witte, z którą miał troje dzieci: syna Scotta (ur. 1950, zm. 1978 wskutek przedawkowania środków uspokajających i alkoholu), Susan (ur. 1953) i Stephanie. Podczas prac na spektaklem Piknik związał się z aktorką Joanne Woodward, jednak z powodu swoich wiktoriańskich poglądów zwlekał z rozwodem, na którym zdecydował się dopiero w 1958 i w tym samym roku, podczas uroczystości w hotelu w Las Vegas, poślubił kochankę. Z Woodward doczekał się trzech córek: Elinory „Nell” Teresy (ur. 1959), Melissy (ur. 1961) i Claire (ur. 1965).

## Wpływ na popkulturę
Na Uniwersytecie w Princeton studenci obchodzą 24 kwietnia tzw. „Dzień Newmana”. W dniu tym do tradycji należy wypicie 24 piw w ciągu 24 godzin. Nie jest to oficjalne święto uczelni, a sam aktor deklarował, że czułby się lepiej, gdyby tej tradycji nie kontynuowano.

## Filmografia

### Jako aktor

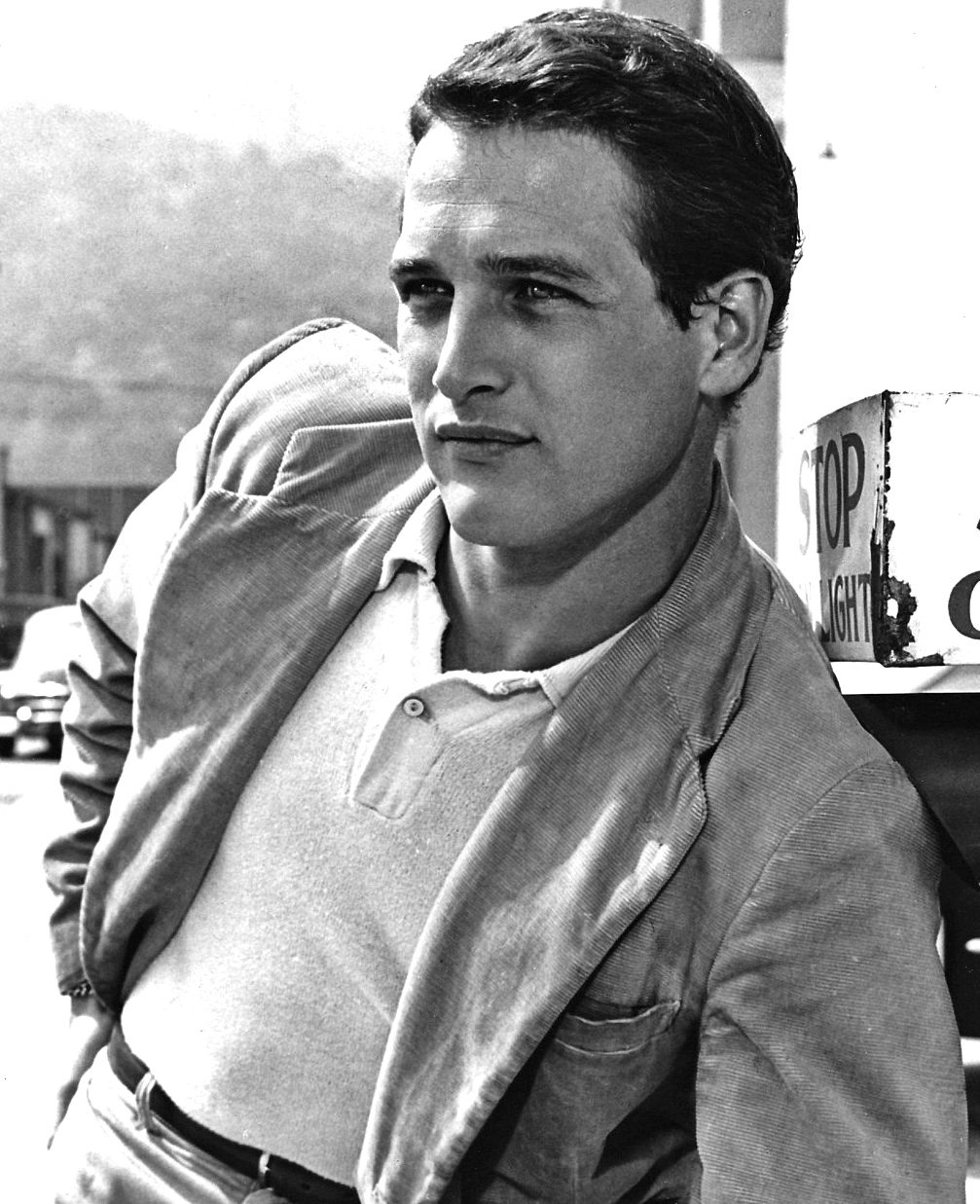
Paul Newman (1954)

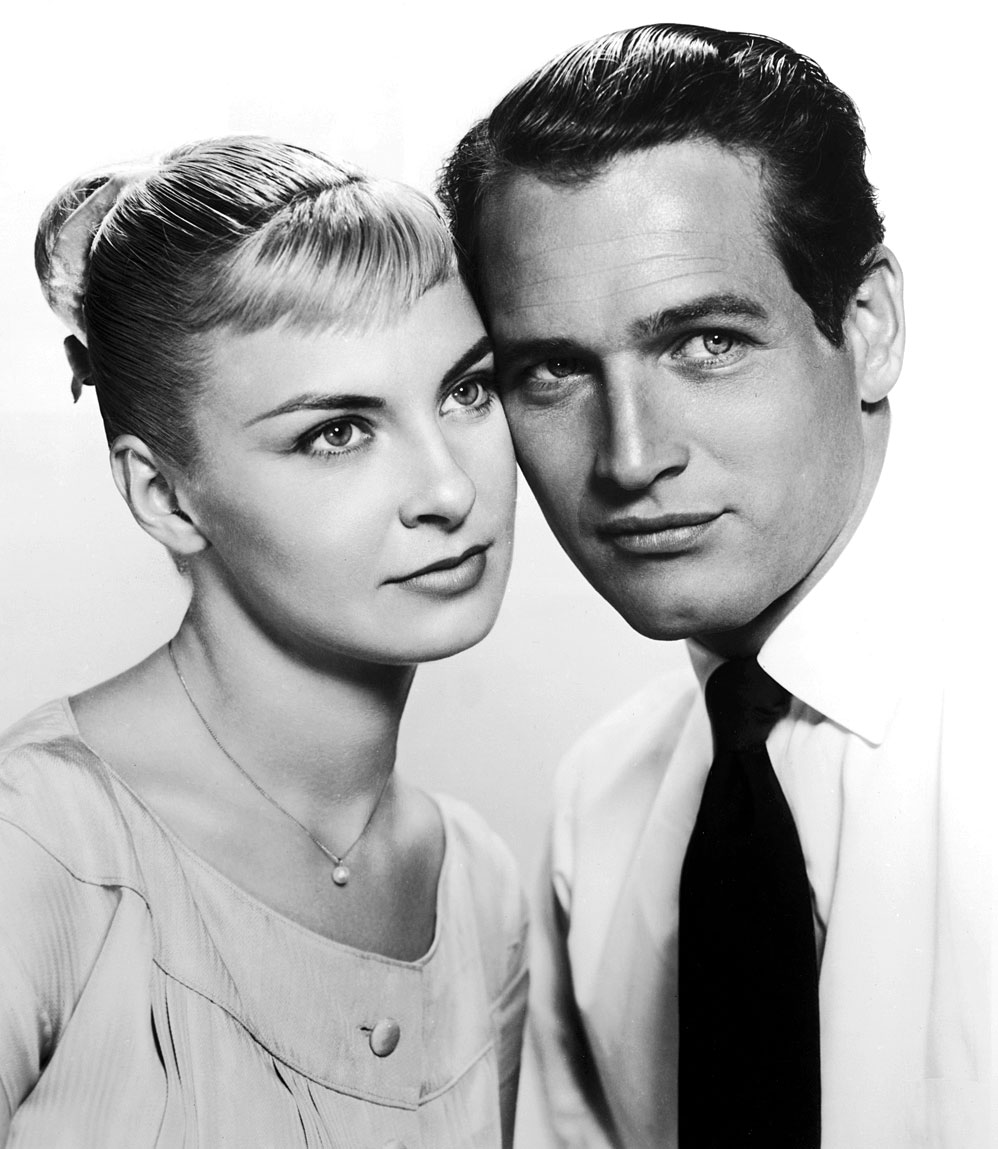
Joanne Woodward i Paul Newman (1958)

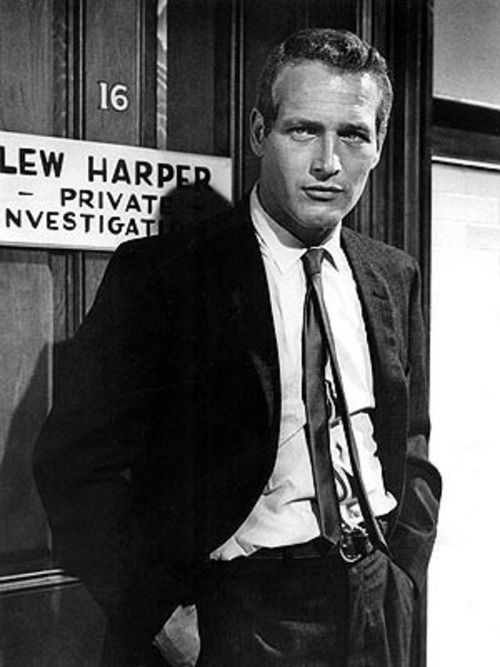
Paul Newman (1966)

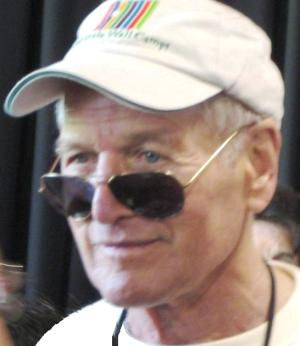
Paul Newman (2007)

- 1954: Srebrny kielich (The Silver Chalice) – Basil
- 1956: Między linami ringu (Somebody Up There Likes Me) – Rocky Graziano
- 1957: Historia Heleny Morgan (The Helen Morgan Story) – Larry Maddux
- 1957: Zanim dopłyną (Until They Sail) – kpt. Jack Harding
- 1958: Awantura w Putman's Landing (Rally 'Round the Flag, Boys!) – Harry Bannerman
- 1958: Gwiazda szczęścia Billy Kida (The Left Handed Gun) – William „Billy the Kid” Bonney
- 1958: Długie, gorące lato (The Long, Hot Summer) – Ben Quick
- 1958: Kotka na gorącym blaszanym dachu (Cat on a Hot Tin Roof) – Brick Pollitt
- 1959: Młodzi filadelfijczycy (The Young Philadelphians) – Tony Lawrence
- 1960: Widok z tarasu (From the Terrace) – Alfred Eaton
- 1960: Exodus (Exodus) – Ari Ben Canaan
- 1961: Paryski blues (Paris Blues) – Ram Bowen
- 1961: Bilardzista (The Hustler) – Eddie Felson
- 1962: Słodki ptak młodości (Sweet Bird of Youth) – Chance Wayne
- 1962: Przygody młodego człowieka (Hemingway's Adventures of a Young Man) – Ad Francis
- 1963: Nagroda (The Prize) – Andrew Craig
- 1963: Hud, syn farmera (Hud) – Hud Bannon
- 1963: Nowy rodzaj miłości (A New Kind of Love) – Steve Sherman
- 1964: Prawda przeciw prawdzie (The Outrage) – Juan Carrasco
- 1964: Pięciu mężów pani Lizy (What a Way to Go!) – Larry Flint
- 1965: Lady L – Armand Denis
- 1966: Ruchomy cel (Harper) – Lew Harper
- 1966: Rozdarta kurtyna (Torn Curtain) – prof. Michael Armstrong
- 1967: Nieugięty Luke (Cool Hand Luke) – Luke Jackson
- 1967: Hombre – John Russell
- 1968: Tajna wojna Harry’ego Frigga (The Secret War of Harry Frigg) – szer. Harry Frigg
- 1969: Butch Cassidy i Sundance Kid (Butch Cassidy and the Sundance Kid) – Butch Cassidy (Robert LeRoy Parker)
- 1969: Zwycięstwo (Winning) – Frank Capua
- 1970: WUSA – Rheinhardt
- 1971: Rodzina Stamperów (Sometimes a Great Notion) – Hank Stamper
- 1972: Z własnej kieszeni (Pocket Money) – Jim Kane
- 1972: Sędzia z Teksasu (The Life and Times of Judge Roy Bean) – sędzia Roy Bean
- 1973: Człowiek Mackintosha (The Mackintosh Man) – Joseph Rearden
- 1973: Żądło (The Sting) – Henry Gondorff
- 1974: Płonący wieżowiec (The Towering Inferno) – Doug Roberts
- 1975: Zdradliwa toń (The Drowning Pool) – Lew Harper
- 1976: Nieme kino (Silent Movie) – on sam
- 1976: Buffalo Bill i Indianie (Buffalo Bill and the Indians) – Buffalo Bill (William F. Cody)
- 1977: Na lodzie (Slap Shot) – Reggie Dunlop
- 1979: Kwintet (Quintet) – Essex
- 1980: Gdy czas ucieka (When Time Ran Out...) – Hank Anderson
- 1981: Fort Apache, Bronx (Fort Apache, The Bronx) – Murphy
- 1981: Bez złych intencji (Absence of Malice) – Michael Gallagher
- 1982: Werdykt (The Verdict) – Frank Galvin
- 1984: Harry i syn (Harry & Son) – Harry Keach
- 1986: Kolor pieniędzy (The Color of Money) – Eddie Felson
- 1989: Blaze – gubernator Earl Long
- 1989: Projekt Manhattan (Fat Man and Little Boy) – gen. Leslie Groves
- 1990: Pan i pani Bridge (Mr. and Mrs. Bridge) – Walter Bridge
- 1994: Hudsucker Proxy (The Hudsucker Proxy) – Sidney J. Mussburger
- 1994: Naiwniak (Nobody's Fool) – Donald J. „Sully” Sullivan
- 1998: Półmrok (Twilight) – Harry Ross
- 1999: List w butelce (Message in a Bottle) – Dodge Blake
- 2000: Dla forsy (Where the Money Is) – Henry Manning
- 2002: Droga do zatracenia (Road to Perdition) – John Rooney
- 2003: Nasze miasto (Our Town) – inspicjent
- 2005: Empire Falls – Max Roby
- 2006: Auta (Cars) – Hudson (głos)

### Jako reżyser
- 1968: Rachelo, Rachelo (Rachel, Rachel)
- 1971: Rodzina Stamperów (Sometimes a Great Notion)
- 1972: Bezbronne nagietki (The Effect of Gamma Rays on Man-in-the-Moon Marigolds)
- 1984: Harry i syn (Harry & Son)
- 1987: Szklana menażeria (The Glass Menagerie)

## Nagrody
- Nagroda Akademii Filmowej
  - Najlepszy aktor pierwszoplanowy: 1987 Kolor pieniędzy
  - Oscar za całokształt pracy aktorskiej: 1986
- Złoty Glob
  - New Star of the Year: 1957
  - Najlepszy reżyser: 1969 Rachelo, Rachelo
  - Najlepszy aktor drugoplanowy w serialu, miniserialu lub filmie telewizyjnym: 2005 Empire Falls
  - Nagroda im. Cecila B. DeMille’a: 1984
- Nagroda BAFTA Najlepszy aktor zagraniczny: 1962 Bilardzista
- Nagroda Emmy Najlepszy aktor drugoplanowy w serialu, miniserialu lub filmie telewizyjnym: 2006 Empire Falls
- Nagroda na MFF w Cannes Najlepszy aktor: 1958 Długie, gorące lato
- Nagroda na MFF w Berlinie Srebrny Niedźwiedź dla najlepszego aktora: 1995 Naiwniak